# 丹尼·芬斯特
丹尼·芬斯特（英語：Danny Fenster，1984年—）是美国记者。他是缅甸本地杂志《缅甸前线》的主笔；2021年缅甸军事政变后，他是唯一一位被缅甸军政府起诉的外国记者。2021年8月，丹尼·芬斯特获得了由美国国家记者俱乐部所授予的“约翰·奥布雄新闻自由奖（John Aubuchon Press Freedom Award）”。

## 早年境况
丹尼·芬斯特大约出生于1984年，是布迪·芬斯特和萝丝·芬斯特夫妇的儿子；他在家中还有一个哥哥。
芬斯特在密歇根州底特律市郊区的亨廷顿伍兹长大，他曾先后就读于伯顿小学（Burton Elementary School）、诺鲁普中学（Norup Middle School）和伯克利高中。随后，他于芝加哥哥伦比亚学院就读大学本科，并在韦恩州立大学获得创意写作的硕士学位。

## 职业生涯
在2018年移居亚洲之前，丹尼·芬斯特曾先后在美国底特律和路易斯安那州的新闻媒体工作。
2019年年中至2020年7月期间，芬斯特曾在今日缅甸担任记者和文案编辑工作。2020年8月，他加入《缅甸前线》工作。

### 身陷缅甸
2021年2月，缅甸国防军发动军事政变并组建军政府，随后并迅速限制缅甸境内的新闻自由。丹尼·芬斯特的前雇主今日缅甸在3月初被吊销了新闻出版许可证，但该媒体依旧坚持秘密报道。2021年5月24日，芬斯特在仰光国际机场被缅甸当局逮捕；当时他正准备登机前往底特律探望家人。然后他被关押至臭名昭著的永盛监狱。
2021年11月12日，緬甸一個軍事法庭判處芬斯特入獄11年。11月15日，當局以人道理由特赦芬斯特，他在獲釋後隨即乘搭飛機離開緬甸。美國國務卿布林肯說芬斯特已「被錯誤地拘留了將近6個月」，對於他將可以與家人團聚表示歡迎，並呼籲緬甸當局釋放其餘被不合理囚禁的人。

## 个人生活
丹尼·芬斯特拥有犹太血统。目前，芬斯特已婚，他的妻子是朱莉安娜·席尔瓦（Juliana Silva）。

### 脚注
1. ↑  事实上共有四名外国记者被逮捕，但除丹尼·芬斯特外，其余三人均被驱逐出境而未遭起诉审判。

### 出典
1. ↑  . 今日缅甸. 2021-10-06  [2021-11-15]. （原始内容存档于2021-11-15） （英语）.
2. 1 2 3 4 5  Richard C. Paddock. . 纽约时报. 2021-11-12  [2021-11-15]. （原始内容存档于2022-04-29） （英语）.
3. ↑  全国记者俱乐部. . 西哲恩（英语：Cision）. 美通社. 2021-08-30  [2021-11-15]. （原始内容存档于2021-11-04） （英语）.
4. 1 2  Marisa Schultz. . 福斯新闻. 2021-05-27  [2021-11-15]. （原始内容存档于2021-11-06） （英语）.
5. 1 2  Stacy Gittleman. . The Detroit Jewish News. 2021-05-26  [2021-11-15]. （原始内容存档于2021-11-17） （英语）.
6. ↑  . 今日缅甸.   [2021-11-15]. （原始内容存档于2021-11-15） （英语）.
7. 1 2 3  Grant Peck. . 美联社. 2021-10-16  [2021-11-15]. （原始内容存档于2022-04-07） （英语）.
8. ↑  Jonny Hallam; Sharif Paget. . CNN. 2021-05-26  [2021-11-15]. （原始内容存档于2021-11-21） （英语）.
9. ↑  . BBC. 2021-11-15  [2021-11-15]. （原始内容存档于2022-02-07）.
10. ↑  Julia Gergely. . The Forward Association. 2021-06-25  [2021-11-15]. （原始内容存档于2021-11-06） （英语）.
11. ↑  . 卫报. 2021-06-07  [2021-11-15]. （原始内容存档于2022-05-25） （英语）.